# Eckert (månekrater)
Eckert er et lille, isoleret nedslagskrater på Månen. Det befinder sig på Månens forside i den nordlige del af Mare Crisium og er opkaldt efter den amerikanske astronom Wallace J. Eckert (1902 – 1971).
Navnet blev officielt tildelt af den Internationale Astronomiske Union (IAU) i 1973. 

## Omgivelser
Eckertkraterets nærmeste betydende kratere er Peirce mod vest-nordvest og Picard mod sydvest. Begge disse kraterer ligger i Mare Crisium-bassinet, der er et cirkulært område med forholdsvis mørkt, fladt materiale).

## Karakteristika
Krateret er en cirkulær fordybning i marets mørke overflade. Mod vest findes en dorsum i maret, som kun er tydelig at se fra Jorden, når Solen rammer det i en lille vinkel.